# Araneus musawas
Araneus musawas este o specie de păianjeni din genul Araneus, familia Araneidae, descrisă de Levi, 1991.
Este endemică în Nicaragua. Conform Catalogue of Life specia Araneus musawas nu are subspecii cunoscute.